# Pelomyia melanocera
Pelomyia melanocera är en tvåvingeart som beskrevs av Foster och Wayne N. Mathis 2003. Pelomyia melanocera ingår i släktet Pelomyia och familjen Canacidae. Inga underarter finns listade i Catalogue of Life.